# 石川寅治

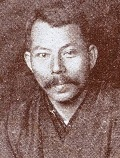
石川寅治

石川寅治（いしかわ とらじ、1875年4月5日—1964年8月1日）是日本明治時代至昭和時代的洋畫家、版畫家，高知縣高知市出身。

## 略歷
明治33年（1900年），在巴黎萬博展出作品。明治35年（1902年）至明治37年（1904年），在歐美留學。多次在文展、帝展、新文展、日展展出作品，之後成為委員、監事、審查員等，指導後進。從年輕時開始，前往日本各地、台灣、朝鮮半島等多地進行寫生旅行。大正6年（1917年），在台灣旅行二個月後，先後在台北、東京及大阪展出台灣風景的寫生油畫。之後為描繪立太子禮奉祝獻納畫而渡台，完成風景畫「高雄港」。大正7年（1918年），製作台灣總督府新廳舍會議堂的壁畫。同年以降，在東京高等師範學校擔任美術教師。戰後，歷任日展的審查員、監事。昭和24年（1949年），擔任東京教育大學講師。昭和28年（1953年），榮獲日本藝術院恩賜賞。

## 作品
- 「裸女十種」　木版畫
- 「阿蘇山」　木版畫
- 「驟雨一過」　木版畫
- 「吉田より見た秋の富士」　木版畫
- 「犬吠岬」　油彩
- 「金頭」　油彩
- 「川岸」　水彩・素描
- 「荷馬車」　鉛筆・淡彩
- 「臺灣鎮定」　油彩
- 「高雄港」1922　油彩/畫布    國立台灣美術館

## 關連項目
- 新版畫

## 外部連結
- 维基共享资源上的相關多媒體資源：石川寅治